# Ayérou
Ayérou (auch: Andiorou, Aniorou, Ayarou, Ayorou) ist eine Landgemeinde und der Hauptort des gleichnamigen Departements Ayérou in Niger.

## Geographie

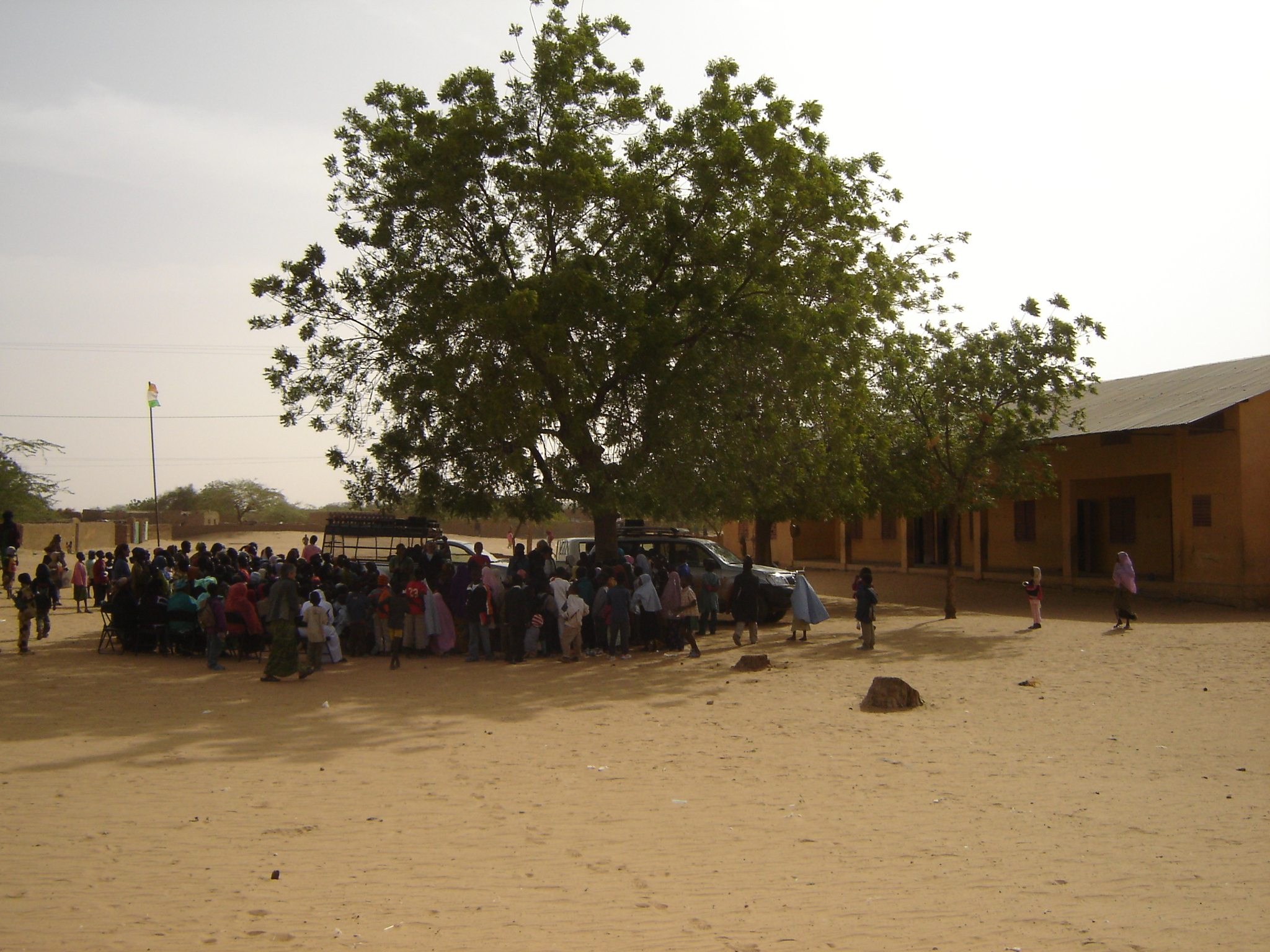
Eine Grundschule in Ayérou

Die Gemeinde liegt am östlichen Ufer des Flusses Niger. Am gegenüberliegenden Ufer mündet der Gorouol in den Niger. Ayérou grenzt im Norden an den Nachbarstaat Mali. Die Nachbargemeinden in Niger sind Inatès im Osten, Anzourou im Südosten, Dessa im Süden, Bankilaré im Südwesten und Gorouol im Westen.
Bei den Siedlungen im ländlichen Gemeindegebiet handelt es sich um 12 Dörfer und 89 Weiler. Der Hauptort der Landgemeinde ist Ayérou, bestehend aus den Stadtvierteln Ayarou und Ayarou Haoussa. Die Altstadt liegt auf einer gleichnamigen Insel im Niger, die der Gemeinde ihren Namen gab.
Das südliche Drittel der Gemeinde wird zum Sahel gerechnet, während die nördlichen zwei Drittel Teil der Übergangszone zwischen Sahel und Sahara sind. Am Flussabschnitt bei Ayérou leben Flusspferde und zumindest 33 verschiedene Wasservögel-Arten, darunter Höckerglanzgänse, Witwenpfeifgänse und Kronenkraniche. Ayérou ist etwa 10.000 Hektar große Important Bird Area klassifiziert. Die Jagdzone von Ayérou ist eines der von der staatlichen Generaldirektion für Umwelt, Wasser und Forstwirtschaft festgelegten offiziellen Jagdreviere Nigers.

## Geschichte
Nachdem der Herrscher des Songhaireiches Sonni Ali 1492 gestorben war, rebellierte dessen ehemaliger Heerführer Askiya Muhammad gegen Sonni Alis Sohn und Nachfolger Sonni Baro und besiegte ihn 1493 in einer Schlacht. Sonni Baro flüchtete nach Ayérou und errichtete dort einen eigenen kleinen Staat, der 1500 nach ständigen Angriffen besiegt und in das Songhaireich eingegliedert wurde.
Der deutsche Afrikaforscher Heinrich Barth besuchte die Siedlung, für die er die Schreibweisen Ayōru und Airu verwendete, im Jahr 1854. Er beschrieb sie als beschauliches Dorf, dessen großteils hochgewachsene Einwohner sich der Landwirtschaft widmeten. Das Gebiet von Ayérou gelangte 1899 als Teil des neu geschaffenen Kreises Sinder (cercle de Sinder) unter französische Militärverwaltung. Frankreich richtete im selben Jahr in Doulsou bei Ayérou einen Militärstützpunkt ein.
Im Jahr 1964 gliederte eine Verwaltungsreform Niger in sieben Departements, die Vorgänger der späteren Regionen, und 32 Arrondissements, die Vorgänger der späteren Departements. Ayérou wurde dem neugeschaffenen Arrondissement Tillabéri zugeschlagen, erhielt jedoch den Status eines Verwaltungspostens (poste administratif) im Gebiet des Arrondissements. Verwaltungsposten waren besondere Gebietseinheiten eine Ebene unterhalb von Arrondissements, die als eine Art Vorstufe zu einer späteren Umwandlung in ein eigenes Arrondissement galten.
Bei einer Untersuchung im April 1982 wurde beim Befall mit der Saugwürmer-Art Schistosoma haematobium unter den 4- bis 17-Jährigen im Hauptort eine Prävalenz von 94 Prozent festgestellt. Im Jahr 1998 wurden die bisherigen Arrondissements Nigers in Departements umgewandelt. Der Verwaltungsposten von Ayérou wurde 2011 aus dem Departement Tillabéri herausgelöst und zum Departement Ayérou erhoben.

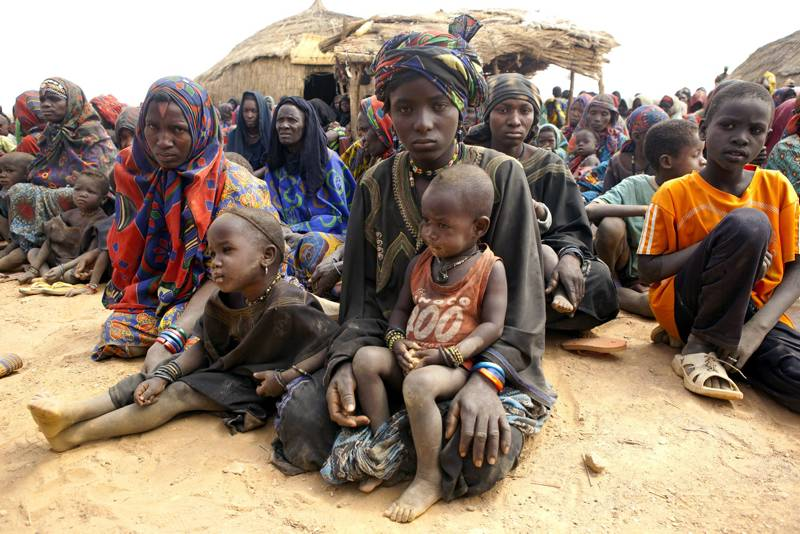
Flüchtlinge aus Mali im Dorf Gaoudel in Ayérou (Februar 2012)

Das Dorf Daya im Gemeindegebiet von Ayérou war von der Flutkatastrophe in West- und Zentralafrika 2010 betroffen: 707 Einwohner wurden als Katastrophenopfer eingestuft. In der Gemeinde wurde im Mai 2012 infolge des Konflikts in Nordmali das Flüchtlingslager Tabareybarey eingerichtet. Es beherbergte im Oktober 2013 etwa 9000 Menschen, vor allem Tuareg, Fulbe und Songhai aus den malischen Gemeinden Ansongo und Ouattagouna. Nach einem Cholera-Ausbruch eröffnete die Hilfsorganisation Ärzte ohne Grenzen im Mai 2013 in Ayérou und in Mangaïzé jeweils ein Behandlungszentrum.
Infolge des Konflikts in Nordmali verschlechterte sich die Sicherheitslage im Westen Nigers. Im zu Ayérou gehörenden Dorf Firgoune wurden am 1. November 2019 eine Person mutmaßlich von Dschihadisten getötet. Bewaffnete Männer griffen am 1. Februar 2020 ein Hotel in Ayérou an und töteten einen Zivilisten. Am 10. Februar 2020 kam es mutmaßlich durch die Terrorgruppe Islamischer Staat in der Größeren Sahara zu einer Attacke auf eine Polizeistation im Ort, bei der zwei Polizisten getötet wurden. Eine Dschihadisten-Gruppe tötete am 12. März 2020 neun Mitglieder der Nationalgarde bei Ayérou.

## Bevölkerung
Bei der Volkszählung 2012 hatte die Landgemeinde 33.527 Einwohner, die in 4.890 Haushalten lebten. Bei der Volkszählung 2001 betrug die Einwohnerzahl 24.901 in 3.770 Haushalten.
Im Hauptort lebten bei der Volkszählung 2012 11.528 Einwohner in 1.806 Haushalten, bei der Volkszählung 2001 7.566 in 1.148 Haushalten und bei der Volkszählung 1988 7.873 in 1.366 Haushalten. Bei der Volkszählung 1977 waren es 12.462 Einwohner.
Die Bevölkerung gehört mehrheitlich der ethnischen Gruppe der Songhai an. Außerdem leben Tuareg, Hausa-Händler und Zarma sowie Ausländer aus Mali in der Gemeinde. Bei den Maliern handelt es sich vor allem um Songhai und Tuareg.

## Politik
Der Gemeinderat (conseil municipal) hat 13 gewählte Mitglieder. Mit den Kommunalwahlen 2020 sind die Sitze im Gemeinderat wie folgt verteilt: 5 MPR-Jamhuriya, 3 PNDS-Tarayya, 2 MODEN-FA Lumana Africa, 2 MNSD-Nassara und 1 PJP-Génération Doubara.
Traditionelle Ortsvorsteher (chefs traditionnels) stehen an der Spitze von elf Dörfern in der Gemeinde.

## Kultur und Sehenswürdigkeiten
Die Dörfer und Inseln von Ayérou, insbesondere Firgoune, sind wiederkehrende Motive in den Filmen von Jean Rouch. In Au pays des mages noirs (1947) dokumentierte Rouch eine Flusspferde-Jagd. Sein Kurzfilm Initiation à la danse des possédés (1949) ist die Darstellung des Initiationsrituals einer jungen Frau und Les Pierres chantantes d’Ayorou (1968) handelt von lokalen Musikern.

## Wirtschaft und Infrastruktur

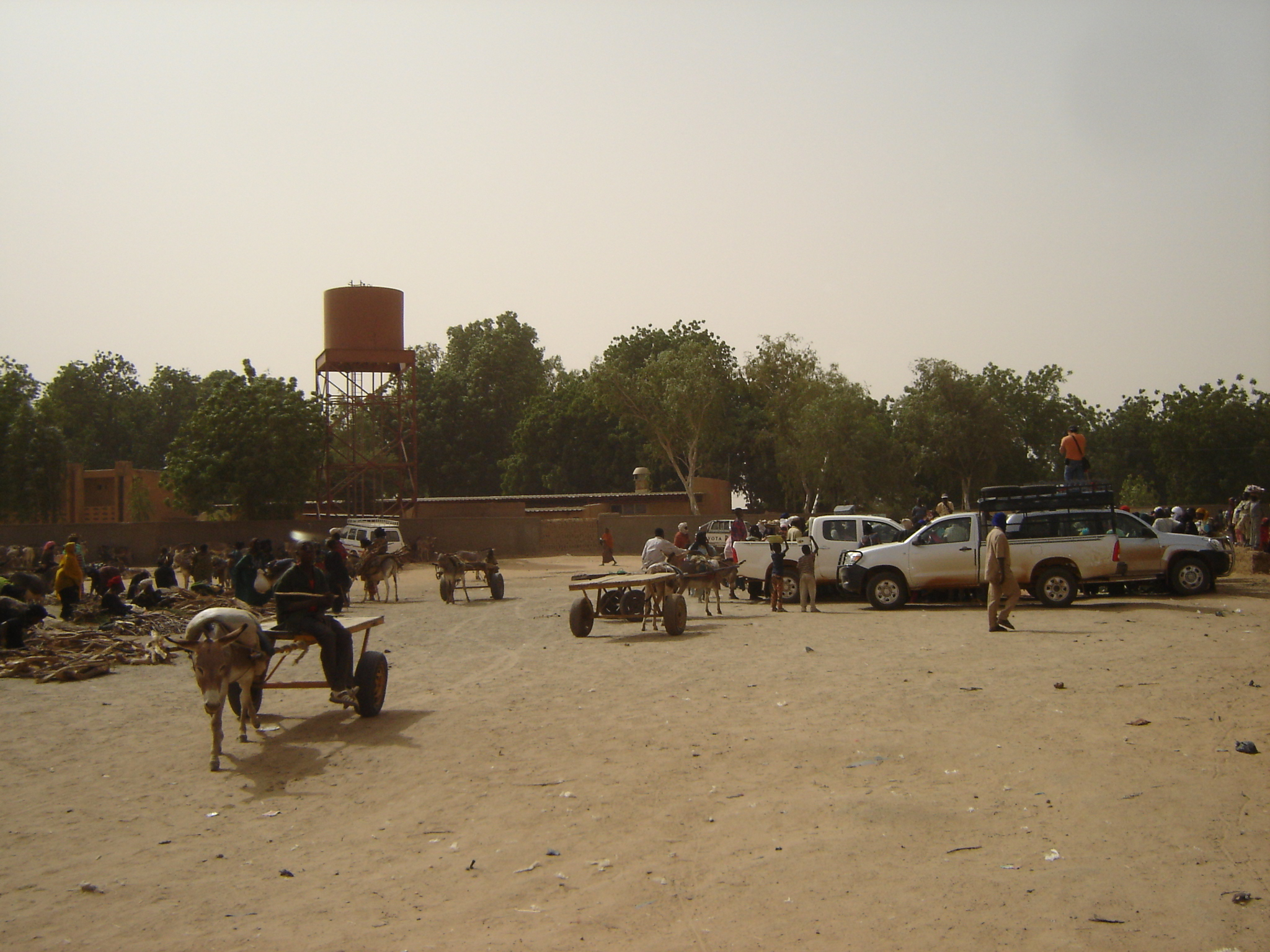
Der Markt in Ayérou

Sonntag ist Markttag in Ayérou. Der Markt erstreckt sich dann über weite Teile der Stadt, vom Flussufer bis zur Hauptstraße. Er hat eine internationale Ausrichtung und zieht Tausende Händler unter anderem aus Nigeria, Mali und Burkina Faso an. Aus Nigeria kommt vor allem in den landwirtschaftlich wenig ertragreichen Monaten Juli und August Getreide, während nach Nigeria Vieh exportiert wird. Das staatliche Versorgungszentrum für landwirtschaftliche Betriebsmittel und Materialien (CAIMA) unterhält eine Verkaufsstelle im Hauptort.
Die Gemeinde liegt in einer Zone, in der Agropastoralismus vorherrscht. Der Strom Niger ist mit Pirogen schiffbar. Am Fluss zwischen Firgoune im Norden und Bongourou in Gorouol im Süden wird Fischerei betrieben. Der in der Nähe des Marktes gelegene Stadtteil der Songhai-Fischer ist Fouroundoum.
In einer Studie der französischen Nichtregierungsorganisation ACTED wurden im Jahr 2011 52 % der Bevölkerung von Ayérou als arm oder sehr arm eingestuft. Viele junge Männer aus der Gemeinde gehen saisonal zum Arbeiten ins Ausland. Dabei arbeiten die Songhai-Männer häufig als Lastenträger in Benin, der Elfenbeinküste und Togo, während die Tuareg-Männer eher im Handel in Nigeria und Ghana tätig sind.
Gesundheitszentren des Typs Centre de Santé Intégré (CSI) sind im Hauptort und in der Siedlung Firgoune vorhanden. Das Gesundheitszentrum im Hauptort verfügt über ein eigenes Labor und eine Entbindungsstation. Es versorgt auch regelmäßig ausländische Patienten: malische, nigerianische und burkinische Händler sowie Bewohner des Flüchtlingslagers.
Der CEG Ayérou ist eine allgemein bildende Schule der Sekundarstufe des Typs Collège d’Enseignement Général (CEG). Beim Collège d’Enseignement Technique d’Ayérou (CET Ayérou) handelt es sich um eine technische Fachschule. Das Berufsausbildungszentrum Centre de Formation aux Métiers d’Ayérou (CFM Ayérou) bietet Lehrgänge in Metallbau, familiärer Wirtschaft, Ackerbau und Tischlerei an.
Die Wasserversorgung im Stadtzentrum wird durch zahlreiche Wasserträger gewährleistet, bei denen es sich um Fulbe aus Diagourou handelt. Mehr als 72 % der Einwohner hatten 2011 Zugang zu Latrinen in der näheren Umgebung, ein im Vergleich mit anderen Gemeinden im Norden der Region Tillabéri hoher Wert. In der Errichtung von Latrinen hatte sich insbesondere die Hilfsorganisation Samaritan’s Purse engagiert. Die klimatologische Messstation von Ayérou liegt auf 223 m Höhe und wurde 1954 in Betrieb genommen.
Durch Ayérou verläuft die Nationalstraße 1, die entlang des Niger flussaufwärts bis zur Staatsgrenze mit Mali und flussabwärts Richtung der Hauptstadt Niamey führt.

## Partnergemeinde
- Longpont-sur-Orge in Frankreich[32]

## Persönlichkeiten
- René Delanne (1914–1995), Gewerkschafter und Politiker, geboren im Dorf Doulsou